# Чепелєв Микола Михайлович
Микола Михайлович Чепелєв (нар. 27 лютого 1942, село Єлизаветинка, тепер Чернянського району Бєлгородської області, Російська Федерація) — радянський діяч, 2-й секретар ЦК КП Киргизії, голова Ошського облвиконкому. Член Бюро ЦК КП Киргизії в 1989—1991 роках. Член ЦК КПРС у 1990—1991 роках. Депутат Верховної ради Киргизької РСР 11-го та 12-го скликань. Народний депутат СРСР у 1989—1991 роках.

## Життєпис
У 1960—1962 роках — муляр Чернянського будівельно-монтажного управління Бєлгородської області.
З 1962 по 1965 рік служив у Радянській армії.
У 1965—1970 роках — студент Воронезького сільськогосподарського інституту.
Член КПРС з 1968 року.
У 1970—1973 роках — старший економіст, начальник відділу Чернянського районного сільськогосподарського управління Бєлгородської області; головний державний інспектор із закупівель і якості сільськогосподарських продуктів по Чернянському районі.
У 1973—1979 роках — інструктор Бєлгородського обласного комітету КПРС.
У 1979—1982 роках — заступник начальника Бєлгородського обласного сільськогосподарського управління.
У 1982—1983 роках — начальник Бєлгородського обласного статистичного управління.
У 1983—1987 роках — інструктор відділу сільського господарства та харчової промисловості ЦК КПРС.
У 1987—1989 роках — голова виконавчого комітету Ошської обласної ради народних депутатів Киргизької РСР.
У 1988 році закінчив Академію суспільних наук при ЦК КПРС.
28 липня 1989 — 6 квітня 1991 року — 2-й секретар ЦК КП Киргизії.
У квітні — серпні 1991 року — консультант організаційного відділу ЦК КПРС у Москві.
На 2002 рік — начальник інспекції з контролю за видатками коштів федерального бюджету у промисловості та енергетиці Рахункової палати Російської Федерації.
Потім — заступник керівника Представництва адміністрації Білгородської області при Уряді Російської Федерації.

## Нагороди і звання
- орден «За заслуги перед Вітчизною» ІІ ст. (Російська Федерація) (5.06.2002)
- медалі